# Rue Pierre-Landais
La rue Pierre-Landais est une voie publique de Nantes, en France.

## Situation et accès
Située dans le quartier de l'île de Nantes, cette artère rectiligne, longue d'environ 320 mètres, qui est bitumée et ouverte à la circulation routière, relie la rue Alain-Barbe-Torte à la rue Léon-Durocher. Elle rencontre successivement les rues de la Savonnerie, Julien-Le-Panse, Madame-de-Stolz, des Ferblantiers et Philomène-Cadoret.

## Origine du nom
La voie est baptisée en l'honneur de Pierre Landais, principal conseiller du duc François II de Bretagne, pendu non loin de là, le 19 juillet 1485 dans la prairie-au-Duc.

## Historique
L'aménagement de la rue, ouverte en 1905, fut effectué sur l’emplacement de l’ancien canal Pelloutier, qui permettait, jusqu'alors, le transport par voie d'eau des marchandises, depuis ou vers les usines environnantes, situées sur l'Île de la Prairie au Duc. L'extrémité Ouest de ce canal débouchait sur le « canal Jollet » remplacé depuis par le boulevard Léon-Bureau,.
Depuis les années 1920, la rue accueille un local destiné à l'accueil des sans-abris, devenu le « restaurant social Pierre-Landais » situé no 16, géré depuis les années 1980 par le centre communal d'action sociale (CCAS),.
À partir du début des années 2000, la physionomie de la rue évolue peu à peu : les ateliers et entrepôts qui s'y trouvaient, ainsi que les parkings réservés aux entreprises environnantes, disparaissent progressivement du paysage, laissant la place à des immeubles de logements séparés entre eux par de nouvelles voies piétonnes qui desservent le boulevard de la Prairie-au-Duc et la rue la Tour-d'Auvergne.
En 2020, le bâtiment abritant le « restaurant social Pierre-Landais » a laissé la place à de nouveaux locaux accueillant les structures des bains-douches situées allée Baco, également fréquentées par les sans-abris. Ce nouvel équipement a été baptisé « Espace Agnès-Varda » en hommage à la célèbre réalisatrice qui s'est rendue à deux reprises dans l'ancien restaurant avant sa démolition.

## Voies secondaires

### Rue de la Savonnerie
Ce nom lui est attribué par délibération du Conseil municipal du 5 décembre 2008 en mémoire de l’industrie du savon implantée à Nantes à partir de 1844,.

### Rue Julien-Le-Panse
Ce nom lui est attribué en mémoire de Julien Le Panse (1907-1941), ouvrier du bâtiment et syndicaliste qui fut arrêté en 1941 pour activité syndicale affiliée au Parti communiste français. Emprisonné à Nantes, il est transféré au camp de Châteaubriant, et y sera fusillé le 22 octobre 1941 dans le cadre des représailles après la mort de Karl Hotz,.

### Rue Madame-de-Stolz
Le conseil municipal approuve, le 9 décembre 2016, l'attribution du nom de cette voie piétonne qui relie le boulevard de la Prairie-au-Duc en référence à l'écrivaine française, née à Lorient, Madame de Stolz (1820-1892), dans le cadre de la politique de féminisation des noms de voies publiques,.

### Rue des Ferblantiers
Ce nom lui est attribué par délibération du Conseil municipal du 5 décembre 2008 en mémoire des artisans qui transformaient le fer-blanc notamment pour la conserverie, activité qui connaîtra un développement important à Nantes dès les années 1830-1840,.

### Rue Philomène-Cadoret
Le conseil municipal approuve, le 9 décembre 2016, l'attribution du nom de cette voie piétonne qui relie le boulevard de la Prairie-au-Duc en référence à la poétesse bretonne Philomène Cadoret (1892-1923), dans le cadre de la politique de féminisation des noms de voies publiques,.